# Мужская сборная Колумбии по волейболу
Мужская сборная Колумбии по волейболу национальная команда, представляющая Колумбию на международных соревнованиях по волейболу. Управляется Колумбийской федерацией волейбола (FCV, образована в 1955 году).

## Результаты выступлений

### Чемпионат Южной Америки по волейболу
| Чемпионат Южной Америки по волейболу | Чемпионат Южной Америки по волейболу | Чемпионат Южной Америки по волейболу | Чемпионат Южной Америки по волейболу | Чемпионат Южной Америки по волейболу | Чемпионат Южной Америки по волейболу |
| ------------------------------------ | ------------------------------------ | ------------------------------------ | ------------------------------------ | ------------------------------------ | ------------------------------------ |
| 1951:                                | не участвовала                       | 1956:                                | не участвовала                       | 1958:                                | не участвовала                       |
| 1961:                                | 5-е место                            | 1962:                                | не участвовала                       | 1964:                                | не участвовала                       |
| 1967:                                | не участвовала                       | 1969:                                | 6-е место                            | 1971:                                | 5-е место                            |
| 1973:                                | 5-е место                            | 1975:                                | 7-е место                            | 1977:                                | не участвовала                       |
| 1979:                                | не участвовала                       | 1981:                                | отказалась от участия                | 1983:                                | 5-е место                            |
| 1985:                                | 5-е место                            | 1987:                                | не участвовала                       | 1989:                                | не участвовала                       |
| 1991:                                | не участвовала                       | 1993:                                | не участвовала                       | 1995:                                | не участвовала                       |
| 1997:                                | не квалифиц.                         | 1999:                                | не квалифиц.                         | 2001:                                | 4-е место                            |
| 2003:                                | не участвовала                       | 2005:                                | 4-е место                            | 2007:                                | 6-е место                            |
| 2009:                                | 4-е место                            | 2011:                                | 4-е место                            | 2013:                                | 3-е место                            |
| 2015:                                | 3-е место                            | 2019:                                | 6-е место                            | 2021:                                | 4-е место                            |
| 2023:                                | 3-е место                            |                                      |                                      |                                      |                                      |

## Боливарианские игры
| Боливарианские игры | Боливарианские игры | Боливарианские игры | Боливарианские игры | Боливарианские игры | Боливарианские игры |
| ------------------- | ------------------- | ------------------- | ------------------- | ------------------- | ------------------- |
| 1993:               | не известно         | 1997:               | не известно         | 2001:               | не известно         |
| 2005:               | 2-е место           | 2009:               | не известно         | 2013:               |                     |